# Жидівськогребельська волость
Жидівськогребельська волость — історична адміністративно-територіальна одиниця Таращанського повіту Київської губернії з центром у селі Жидівська Гребля.
Станом на 1886 рік складалася з 4 поселень, 4 сільських громад. Населення — 4496 осіб (2052 чоловічої статі та 2444 — жіночої), 650 дворових господарства.
|                     | Площа, десятин | У тому числі орної, дес. |
| ------------------- | -------------- | ------------------------ |
| Сільських громад    | 3450           | 2595                     |
| Приватної власності | 1059           | 655                      |
| Надільної власності | 2367           | 2300                     |
| Іншої власності     | 150            | 129                      |
| Загалом             | 7026           | 5679                     |

Поселення волості:
- Жидівська Гребля — колишнє власницьке село при річці Гнилий Тікич за 16 версти від повітового міста, 2229 осіб, 309 дворів, православна церква, школа, постоялий двір.
- Велика Вовнянка — колишнє власницьке село при струмкові, 1186 осіб, 183 двори, православна церква, школа, постоялий будинок.
- Мала Березянка — колишнє власницьке село при струмкові, 718 осіб, 123 двори, православна церква, школа, постоялий будинок.

Старшинами волості були:
- 1909 року — А. Сосний[2];
- 1910-1912 роках — Кузьма Павлович Матвієвський[3],[4];
- 1913-1915 роках — Григорій Стефанович Горовенко[5],[6].